# 24847 Polesný
24847 Polesný è un asteroide della fascia principale. Scoperto nel 1995, presenta un'orbita caratterizzata da un semiasse maggiore pari a 2,3962271 UA e da un'eccentricità di 0,2091207, inclinata di 2,24997° rispetto all'eclittica.